# Westport, Washington
Westport är en ort i Grays Harbor County i delstaten Washington, USA.